# Brownimecia clavata
Brownimecia clavata ist eine ausgestorbene Ameisenart, die durch kreidezeitliche Fossilien, eingeschlossen in Bernstein aus New Jersey, Nordamerika, bekannt ist. Die Art gehört zu den ältesten bekannten „höheren“ Ameisen (alle außer den nur fossil bekannten, ursprünglichen Unterfamilien Sphecomyrminae und Armaniinae). Sie steht nach ihrer Merkmalskombination taxonomisch isoliert, so dass für sie als einzige Art (monotypisch) eine eigene Unterfamilie Brownimeciinae eingerichtet wurde.

## Merkmale
Von der Art sind ausschließlich Arbeiterinnen gefunden worden. Diese erreichen ca. 3,5 Millimeter Körperlänge. Die Kutikula ist fast durchgehend dicht mit feinen Haaren (Mikrotricha) besetzt. Zu den für die höheren Ameisen kennzeichnenden Merkmalen gehören: Metapleuraldrüse vorhanden, Antenne mit verlängertem Basalglied (Scapus), deutlich länger als bei den primitiven Sphecomyrminae, Freier Hinterleib (Gaster) beginnt mit einem verlängerten Stielglied (Petiolus), das vom Rumpfabschnitt (Mesosoma oder Alitrunk) durch eine deutliche Abschnürung getrennt ist, es schließt an den übrigen Gaster relativ breit an. Kennzeichnend für die Art ist der besondere Bau der Mandibeln. Diese sind sehr lang und schlank, völlig ohne Zähne und überkreuzten sich in Ruhelage. Vergleichbarer Bau der Mandibeln kommt bei einigen rezenten Ameisenarten (z. B. der Gattungen Polyergus und Strongylognathus) auch vor, er steht bei diesen in Zusammenhang mit „sklavenjagenden“ (dulotischen) Arten, die ihren Nachwuchs nicht selbst aufziehen, sondern zu diesem Zweck die Brut anderer Ameisenarten rauben. Der Kopf trägt hinter der Mitte außerdem relativ kleine, runde Komplexaugen, Ocellen fehlen. Die Antennen sind zwölfgliedrig, die Endglieder verdickt (gekeult). Die Wangen (Genae) sind deutlich gezähnt. Der Rumpfabschnitt ist lang und schmal, in der Mitte etwas eingeschnürt. Zwischen Metanotum und Propodeum ist eine undeutliche Naht vorhanden, das Propodeum ist glatt ohne Loben oder Dornen. Der Gaster ist zwischen dem dritten und dem vierten Abdominalsegment schwach ringförmig eingeschnürt. Am dritten und vierten Segment sind Tergit und Sternit frei, nicht miteinander verschmolzen. Im Inneren ist der Giftstachel vorhanden.

## Fundort
Alle bekannt gewordenen Tiere stammen aus kreidezeitlichem Bernstein aus New Jersey. Dieser wird ins Turonium gestellt und ist ungefähr 92 Millionen Jahre alt. Aus der Lagerstätte stammt auch die erste jemals gefundene mesozoische Ameise überhaupt, Sphecomyrma freyi. Inzwischen sind weltweit neun Lagerstätten mit mesozoischen Ameisen-Fossilien bekannt.

## Phylogenie
Aufgrund einiger Merkmale, wie der Einschnürung zwischen drittem und viertem Abdominalsegment, wurde anfangs eine Einordnung in die (damals noch weit aufgefasste) Unterfamilie Ponerinae erwogen. Andere Merkmale, wie die gezähnten Wangen, finden sich bei der ursprünglichen rezenten Unterfamilie Amblyoponinae. Im Jahr 2003 stellte Barry Bolton für die Art die eigene Unterfamilie Brownimeciinae mit (unklaren) Beziehungen zu den „poneroiden“ Kladen auf. Diese Einstufung hat bis heute Bestand.